# Седерстадіон
Седерстадіон (швед. Söderstadion) — футбольний стадіон у шведському місті Стокгольм, в районі Юганнесгов. До середини 2013 року — домашня арена футбольного клуба «Гаммарбю». Відкритий у 1966 році, востаннє реконструйований у 2004. Максимальна місткість стадіону становить 16 197 глядацьких місць. У тперекладі зі шведської назва арени означає Південний стадіон. До 1990 спортивний комплекс використовувався також для гри у хокей з м'ячем.

## Історія
Седерстадіон було збудовано протягом декількох років у середині 60-х років XX століття замість Юганнесговс Ідроттспарку, що функціонував тут з 1928 року. Перший матч на новому стадіоні відбувся у квітні 1967 року між «Гаммарбю» та футбольним клубом «Еребру» і закінчився поразкою господарів поля. Проте події, що відбувалися на арені, не обмежувалися лише футбольними матчами: стадіон активно використовувався для проведення змагань з бенді. З 1967 по 1989 рік тут щороку проводився фінал чемпіонату Швеції з хокею з м'ячем. У 1987 році на Седерстадіоні відбувся фінальний матч Чемпіонату світу з хокею з м'ячем між збірними Швеції та Фінляндії, який закінчився розгромною перемогою шведів з рахунком 7:2.
У 2004 році відбулася реконструкція арени, під час якої було розширено місткість до 16 197 глядацьких місць. Рекорд відвідуваності стадіону під час футбольних матчів було встановлено 6 квітня 2004 року у матчі між «Гаммарбю» та футбольним клубом «Мальме», який відвідали 15 626 глядачів. Поєдинок завершився нульовою нічиєю. На стадіоні є 4 звичайні виходи та 1 спеціальний вихід для інвалідів, 20 чоловічих та жіночих туалетів, 2 туалети для людей з обмеженими можливостями. Навколо арени розташована парковка на 1 500 машиномісць.
Як місце проведення великих концертів Седерстадіон використовувався не так часто — 8 червня 1991 року тут відбувся концерт рок-гурту ZZ Top, під час якого, втім, було встановлено рекорд відвідуваності арени, що становить 20 000 глядачів. 2 червня 2012 року стадіон прийняв ще один масштабний музичний захід — концерт Deadmau5.
2013 рік став останнім для Седерстадіону як домашньої арени ФК «Гаммарбю». На 20 липня цього року було заплановано першу гру на новому стадіоні клубу, що отримав назву Теле2 Арена. Рішення про побудову нового спортивного комплексу було прийняте ще у 2007 році.